# Розбір Польотів
Розбір Польотів — інформаційна програма про зірок та їхнє колишнє життя. Вироблено «07 Продакшн» та телеканалом «Інтер»..

## Формат програми
Формат програми— це суспільно-політичне ток-шоу за участі відомих політиків, політологів, журналістів, діячів мистецтва, громадських активістів тощо. Найвідоміші люди постають перед глядачами з невідомого боку — згадують свої забуті емоції та вчинки, які неможливо пояснити, заново переживуть злети і падіння, побачать себе очима колишніх однокласників, суперників, сусідів, коханих…
Гості програми — люди дуже відомі. От лише для нас вони недоступні і далекі зірки, а для когось — доньки і сини, бабусі і дідусі, перше кохання або друзі дитинства. Журналісти «Позаочі» проникають у найвіддаленіші куточки минулого героя програми, знайомляться з його близькими і рідними і дізнаються, що ті говорять про зірку позаочі.
Ці щирі, невигадані та інколи дуже несподівані розповіді, змонтовані як маленькі документальні фільми, гість вперше почує їх у студії, на очах всієї країни, де на нього чекає відверта розмова з ведучою Юлією Литвиненко.

## Ведучі
Ведучі ток-шоу «Розбір польотів» Юлія Литвиненко та Отар Кушанашвілі.
Ведуча програми влаштовує для своїх героїв, які відомі на всю Україну і навіть світ, несподівану зустріч з їх минулим, проводить своєрідний сеанс психоаналізу і зіштовхує гостей з фрагментами їх біографії, навіть такими, які вони, можливо, хотіли б викреслити зі своєї пам'яті.